# SN 1997Q
SN 1997Q – supernowa typu Ia odkryta 6 stycznia 1997 roku w galaktyce A105651-0358. Jej maksymalna jasność wynosiła 22,01m.